# Ironoquia
Ironoquia is een geslacht van schietmotten uit de familie van de Limnephilidae. Het geslacht werd voor het eerst wetenschappelijk beschreven door Banks in 1916.

## Soorten
Het genus bevat de volgende soorten:

- Ironoquia dubia (Stephens, 1837)
- Ironoquia kaskaskia (H.H. Ross, 1944)
- Ironoquia lyrata (H.H. Ross, 1938)
- Ironoquia parvula (N. Banks, 1900)
- Ironoquia plattensis K.D. Alexander & M.R. Whiles, 2000
- Ironoquia punctatissima (F. Walker, 1852)